# Interzeption (Gynäkologie)
Unter Interzeption oder Nidationshemmung versteht man in der Gynäkologie die Verhinderung des Eintrittes einer Schwangerschaft nach erfolgter Befruchtung der Eizelle, aber vor Einnistung der Eizelle in die Gebärmutterschleimhaut (Nidation). Eine Methode zur Interzeption ist das Einlegen eines Intrauterinpessars (Spirale) in den Uterus („Spirale danach“). Ob auch die Pille danach (Wirkstoff Levonorgestrel oder Ulipristalacetat) interzeptiv wirken kann, ist noch unklar; ihre primäre Wirkung liegt jedoch in der Verhinderung bzw. Verschiebung des Eisprungs.